# Alue Kumba
Alue Kumba is een bestuurslaag in het regentschap Aceh Timur van de provincie Atjeh, Indonesië. Alue Kumba telt 655 inwoners (volkstelling 2010).